# Municipio de Lake (condado de Pocahontas)
El municipio de Lake (en inglés: Lake Township) es un municipio ubicado en el condado de Pocahontas en el estado estadounidense de Iowa. En el año 2010 tenía una población de 271 habitantes y una densidad poblacional de 2,9 personas por km².

## Geografía
El municipio de Lake se encuentra ubicado en las coordenadas 42°41′24″N 94°29′54″O / 42.69000, -94.49833. Según la Oficina del Censo de los Estados Unidos, el municipio tiene una superficie total de 93.41 km², de la cual 92,2 km² corresponden a tierra firme y (1,3 %) 1,21 km² es agua.

## Demografía
Según el censo de 2010, había 271 personas residiendo en el municipio de Lake. La densidad de población era de 2,9 hab./km². De los 271 habitantes, el municipio de Lake estaba compuesto por el 95,57 % blancos, el 0,37 % eran amerindios, el 0,37 % eran asiáticos, el 2,58 % eran de otras razas y el 1,11 % eran de una mezcla de razas. Del total de la población el 3,69 % eran hispanos o latinos de cualquier raza.